# Cemitério de Laeken
O cemitério da antiga comuna de Laeken é o mais antigo dos cemitérios de Bruxelas ainda em funcionamento. Também é o mais conhecido internacionalmente pela riqueza do património funerário que contém.
Também é o último cemitério da Região de Bruxelas de tipo «paroquial», isto é, localizado ao redor de uma igreja segundo o antigo costume cristão de sepultar aos mortos perto dos vivos. Os outros cemitérios desta classe têm sido substituídos por cemitérios municipais que na temporada da sua construção se localizavam em zonas sem urbanizar.

## O cemitério
A instalação da família real belga em Laeken em 1831 e sobretudo a inumação da rainha Luísa Maria de Orleães em 1850 aumentaram o atractivo da localidade e do seu cemitério, cuja superfície cresce primeiro a 1,23 ha e depois até 2,46 ha.
Apesar destas extensões, o incremento da população provoca a saturação do cemitério em meados dos década de 1870. O engenheiro e vereador Émile Bockstael, que depois foi prefeito do município, cria uma extensa rede de galerias funerarias subterrâneas, de centenas de metros de comprimento, que seguem o traçado dos caminhos da superfície. A estas galerias acede-se por diferentes monumentos. Um deles, cuja construção em 1879 foi supervisionada por Bockstael, será transformado uns quarenta anos mais tarde para albergar a sua tumba. Em 1930 acrescenta-se uma nova entrada às galerias através de um columbário art déco desenhado pelo arquitecto François Malfait. Na atualidade, a maior parte da rede é inaccesível por temor a derrocadas, em espera da sua consolidação, e teve-se que cortar a passagem a certos caminhos da superfície.

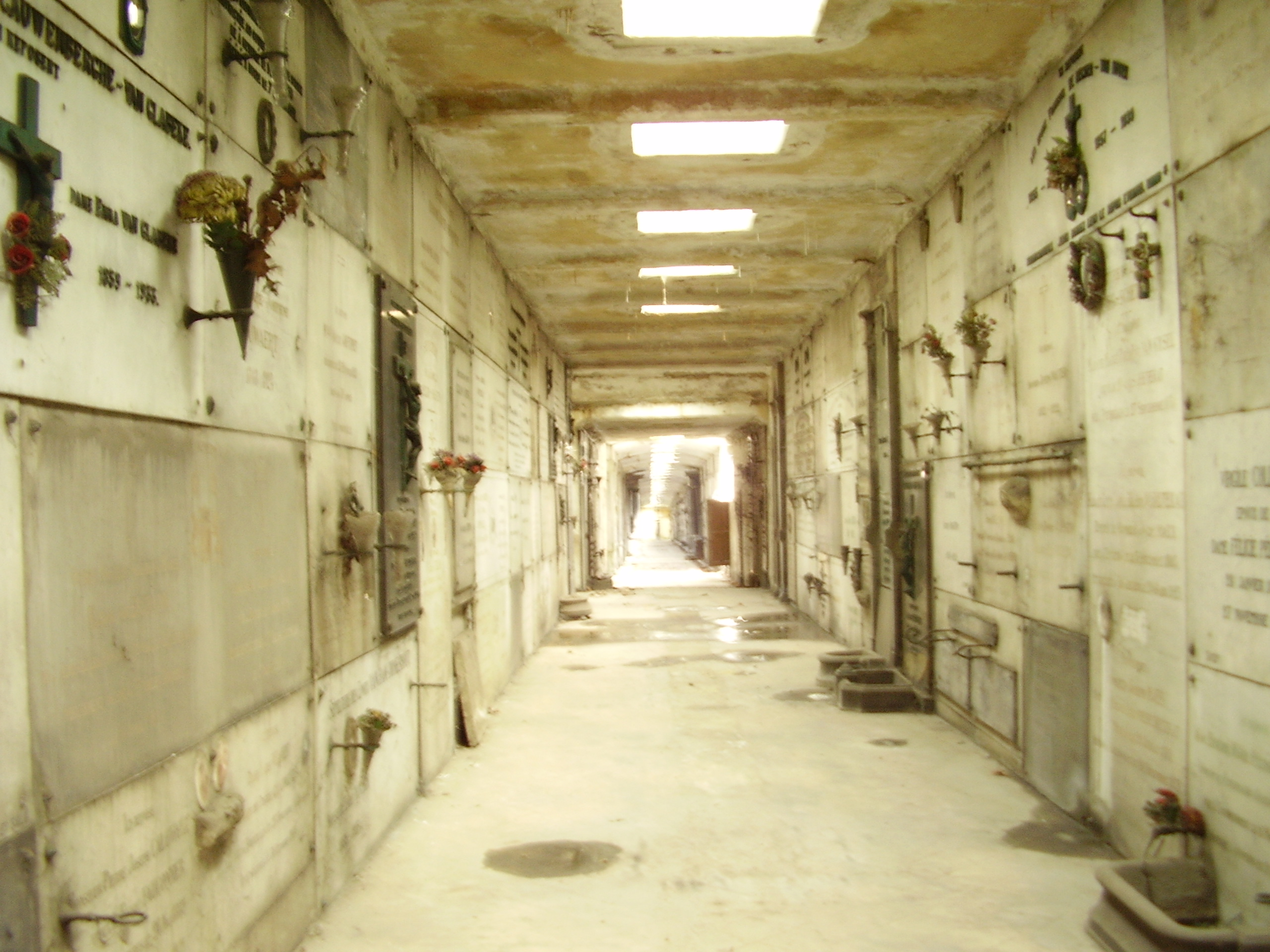
Galeria subterrânea

Depois da Segunda Guerra Mundial realizou-se uma última extensão para instalar uma zona de enterros militares.
A princípios do século XX começa-se a comparar o cemitério de Laeken com o parisiense de Père Lachaise. As pessoas que tinham atingido certa notoriedade desde a independência da Bélgica desejavam ser enterradas em Laeken com um monumento funerário que lhes distinguisse da gente comum. Como consequência, no cemitério se podem encontrar, gravados na pedra, uma grande profusão de títulos nobiliários, altos cargos militares ou de servidores públicos civis, prefeitos, ministros e conselheiros.

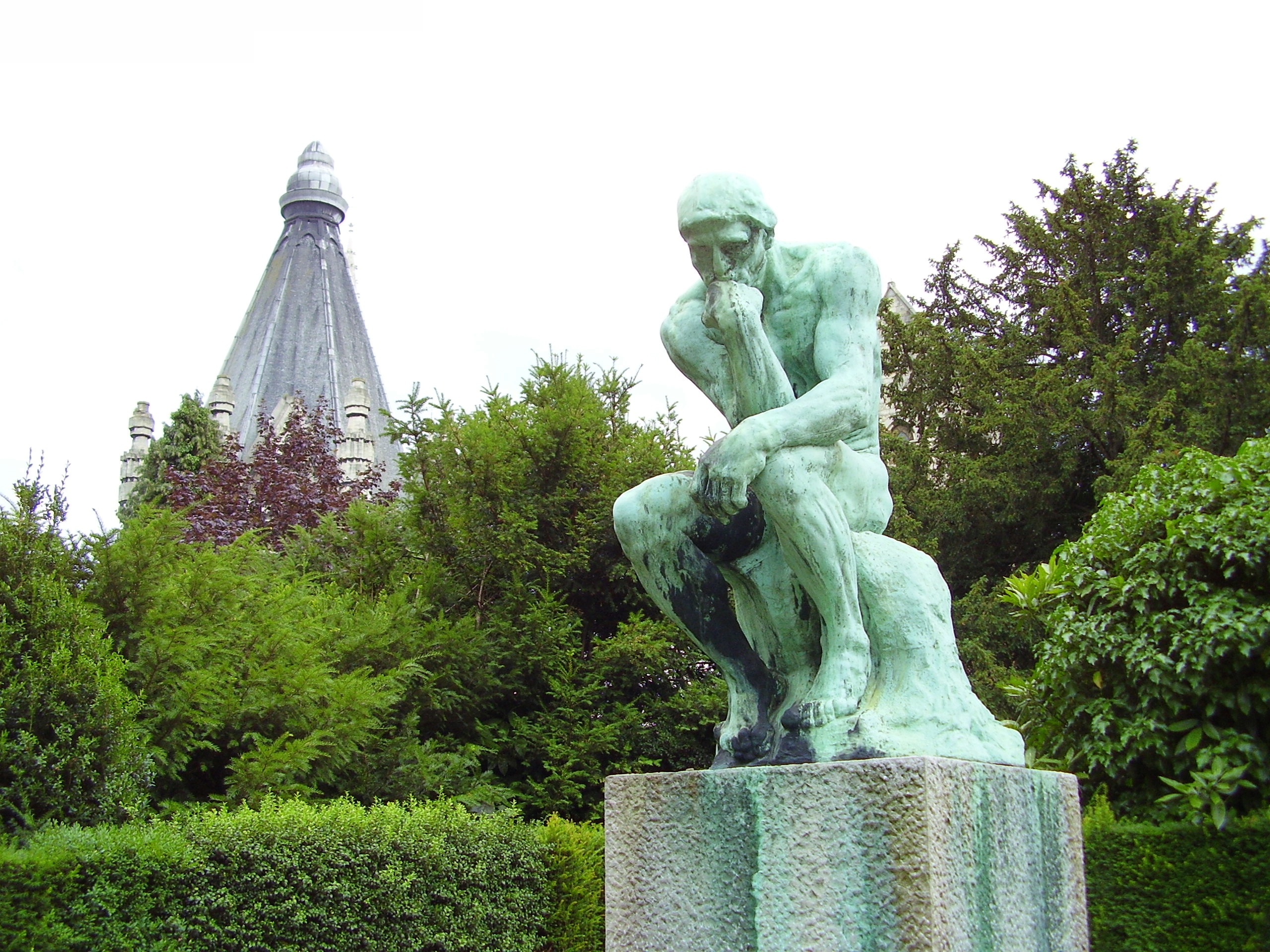
O Pensador no cemitério de Laeken

O estatuário é obra dos escultores mais de moda na época. É notável uma instância de O Pensador de Rodin. Veladas planideiras de pedra ou bronze, em poses em ocasiões sugestivas, inclinam-se sobre tumbas coroadas por bustos de pessoas notáveis, barbudas e austeras, cuja morte supõe-se a causa de tanto desespero.
Muitos destes monumentos saíram da oficina do escultor Ernest Salu (1845-1923), situado justo ao lado da entrada ao cemitério, convertido hoje num museu de arte funerária.

## Personalidades
Entre as personagens sepultadas em Laeken :
- Alguns prefeitos de Bruxelas, como Nicolas Rouppe (1769-1838) e André-Napoleão Fontainas (1807-1863), prefeitos de Laeken como Charles-Joseph Herry (1805-1879) e Émile Bockstael (1838-1920). Também está sepultado em Laeken o cavaleiro François-Jean Wyns de Raucour(t) (1779-1857).
- Os arquitetos Alphonse Balat (1818-1895), Léon Suys (Bolsa de Bruxelas), Jan Baes (1848-1914, Teatro Real Flamengo de Bruxelas]]) e Joseph Poelaert, cujo túmulo recorda, a tamanho reduzido, o Palácio de Justiça de Bruxelas do que é autor.
- Artistas, entre eles a cantora de ópera María Felicia García Sitches, conhecida artisticamente como Maria Malibran (1808-1836), esposa do violinista Charles-Auguste de Bériot (1802-1870), que está enterrada numa capela construída pelo arquiteto Tilman-François Suys; a virtuosa do piano Marie Pleyel (1811-1875), nora do compositor Ignace Joseph Pleyel; os pintores François-Joseph Navez (1787-1869), Ignace Brice (1795-1866), Jean-François Portaels (1818-1895) e Fernand Khnopff (1858-1921), bem como o escritor Michel de Ghelderode (1898-1962).
- O barão Louis Seutin, cirurgião e fundador da Universidade Livre de Bruxelas (ULB) e da Real Academia de Medicina, o mais importante renovador da medicina belga do século XIX (1793-1862).
- O engenheiro Camille Jenatzy (1868-1913), primeiro piloto que ultrapassou os 100 km/h em automóvel.
- O cardeal Joseph Cardijn, que sendo um jovem vigário em Laeken, fundou em 1912 a Juventude Operária Cristã (JOC).
- Marguerite De Riemaecker-Legot (1913-1977), ministra de estado, primeira mulher ministra da Bélgica.

## Galeria

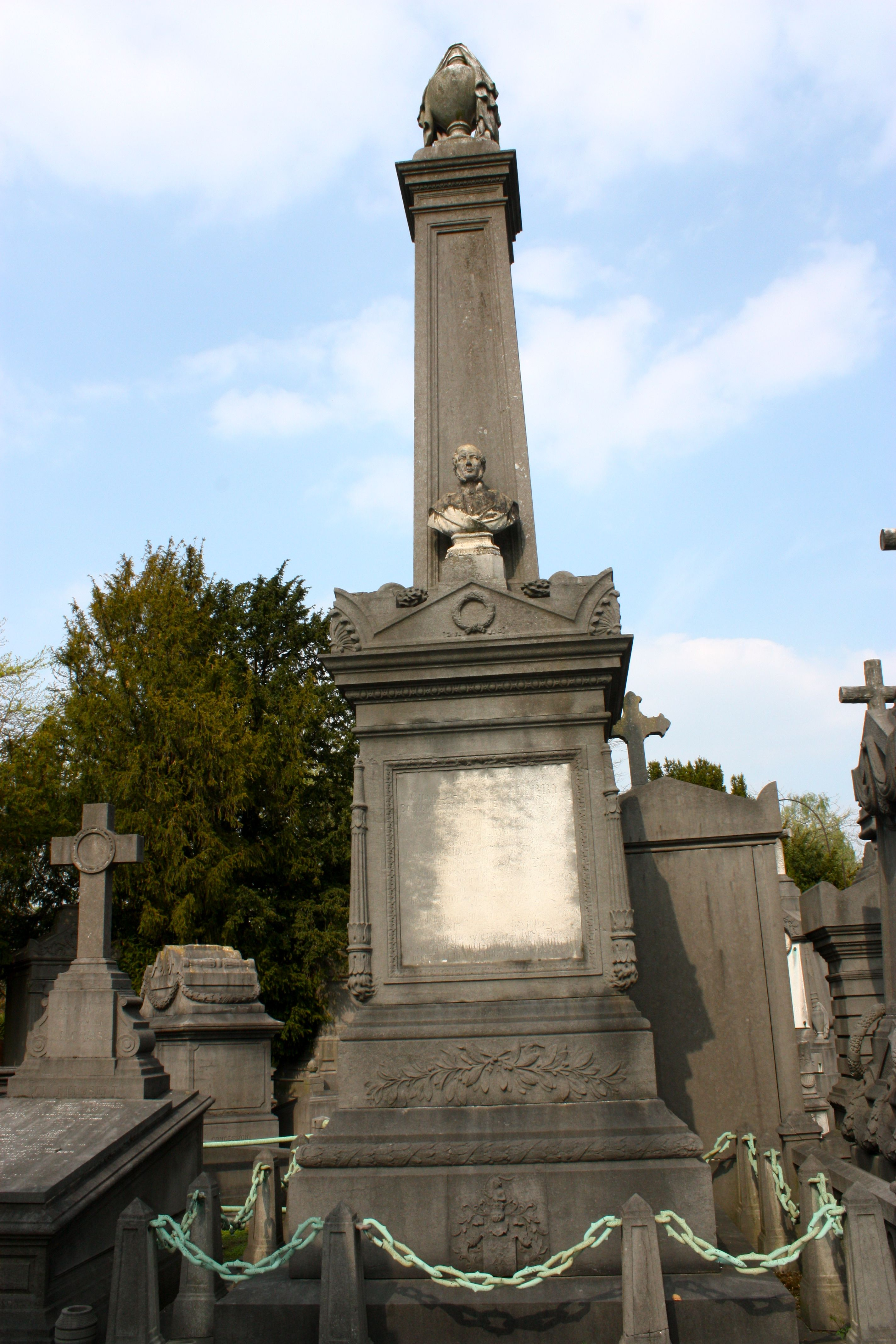
Charles HERRY
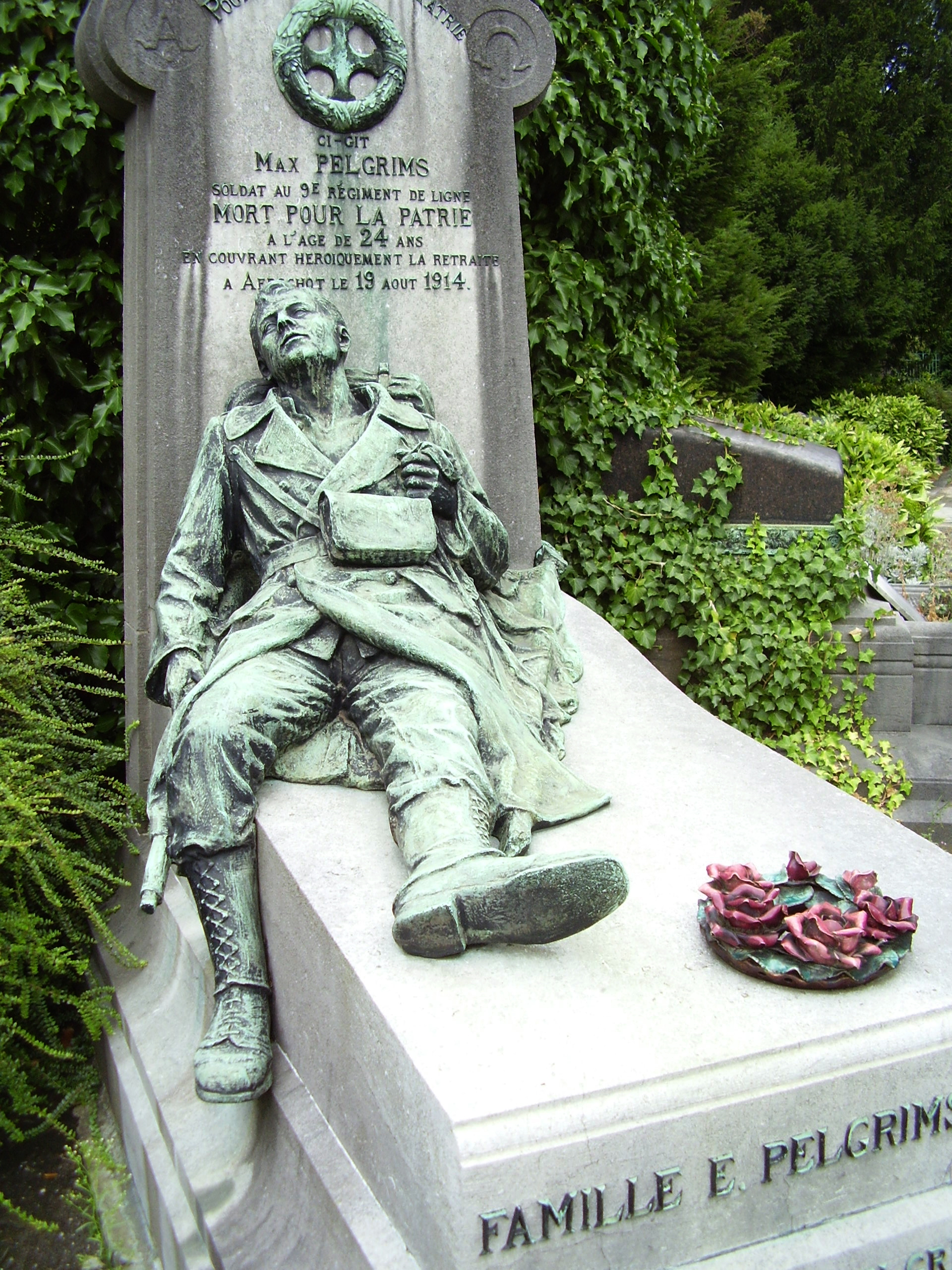
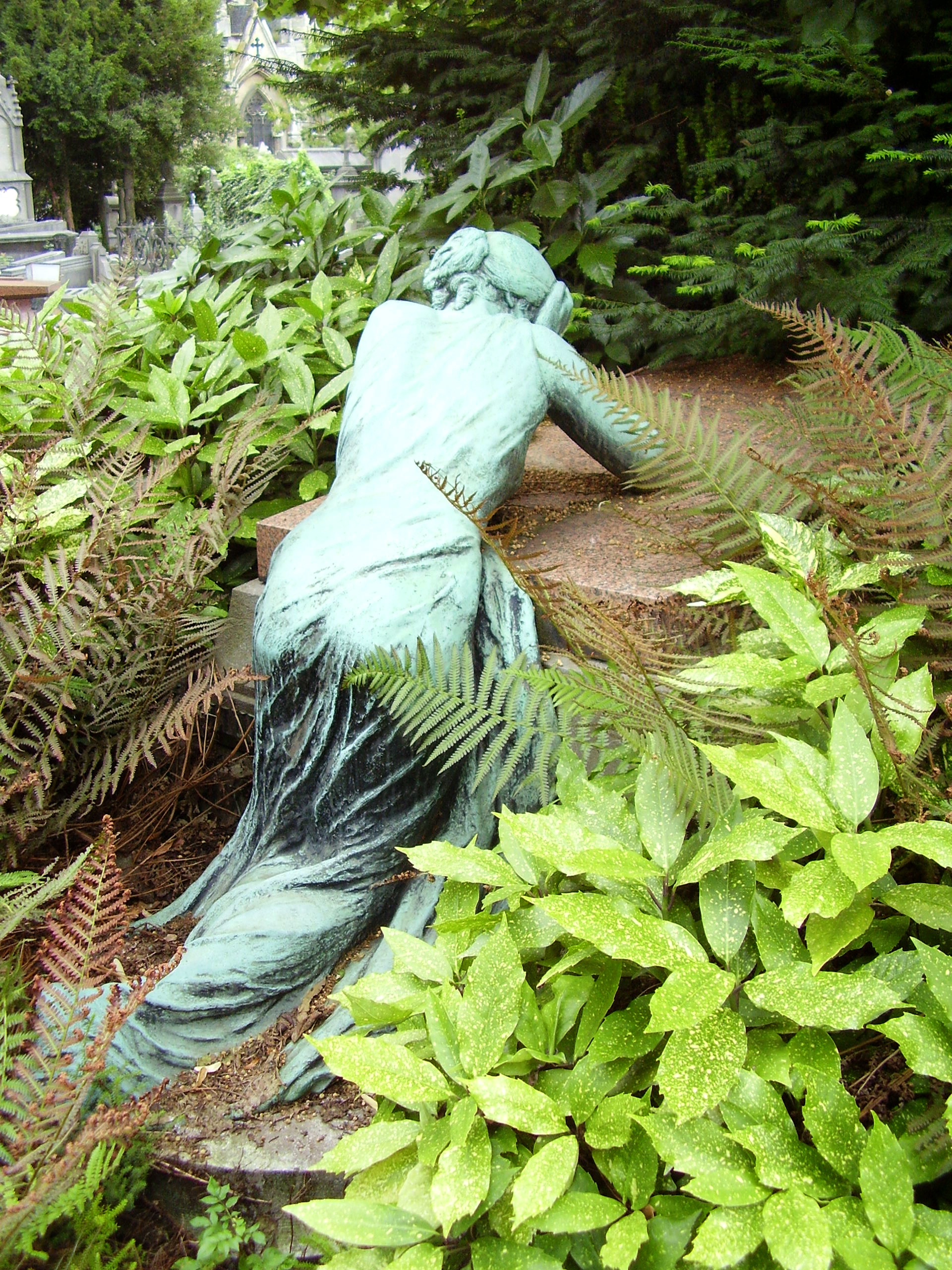
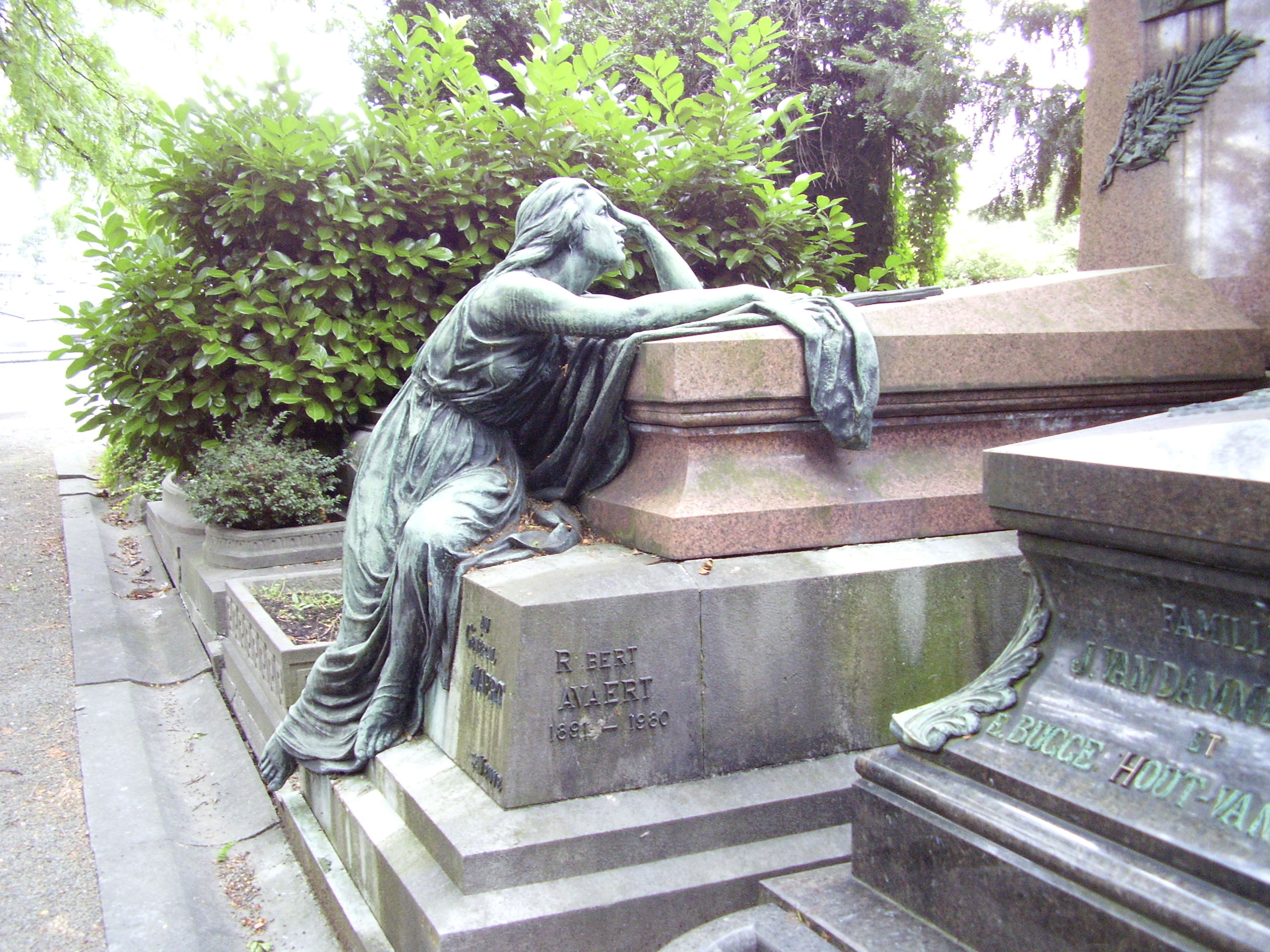
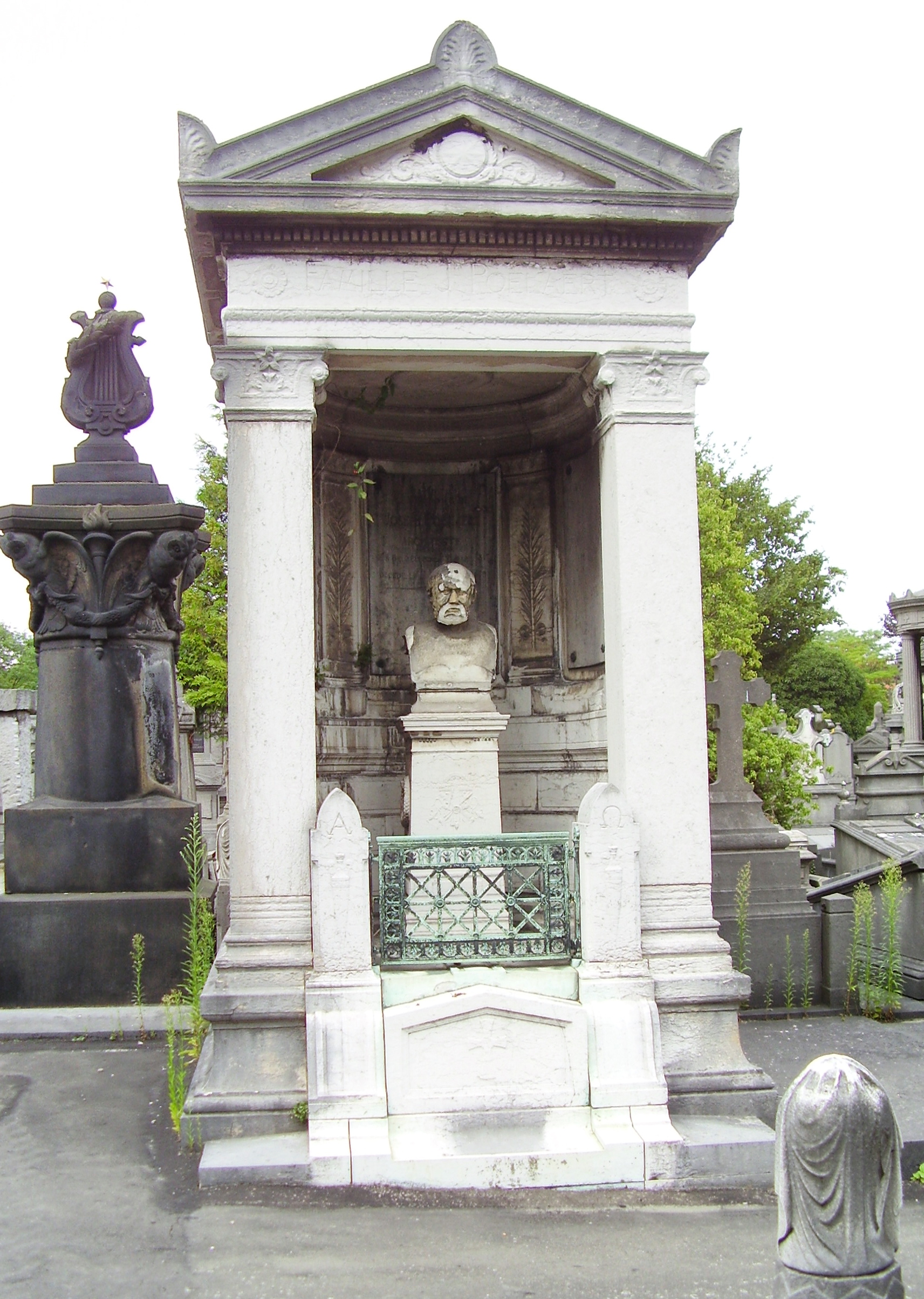
Joseph Poelaert
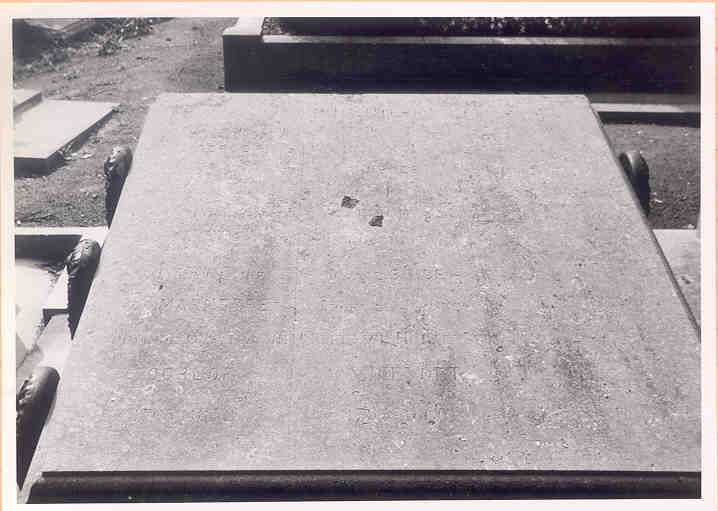
Ignace Brice
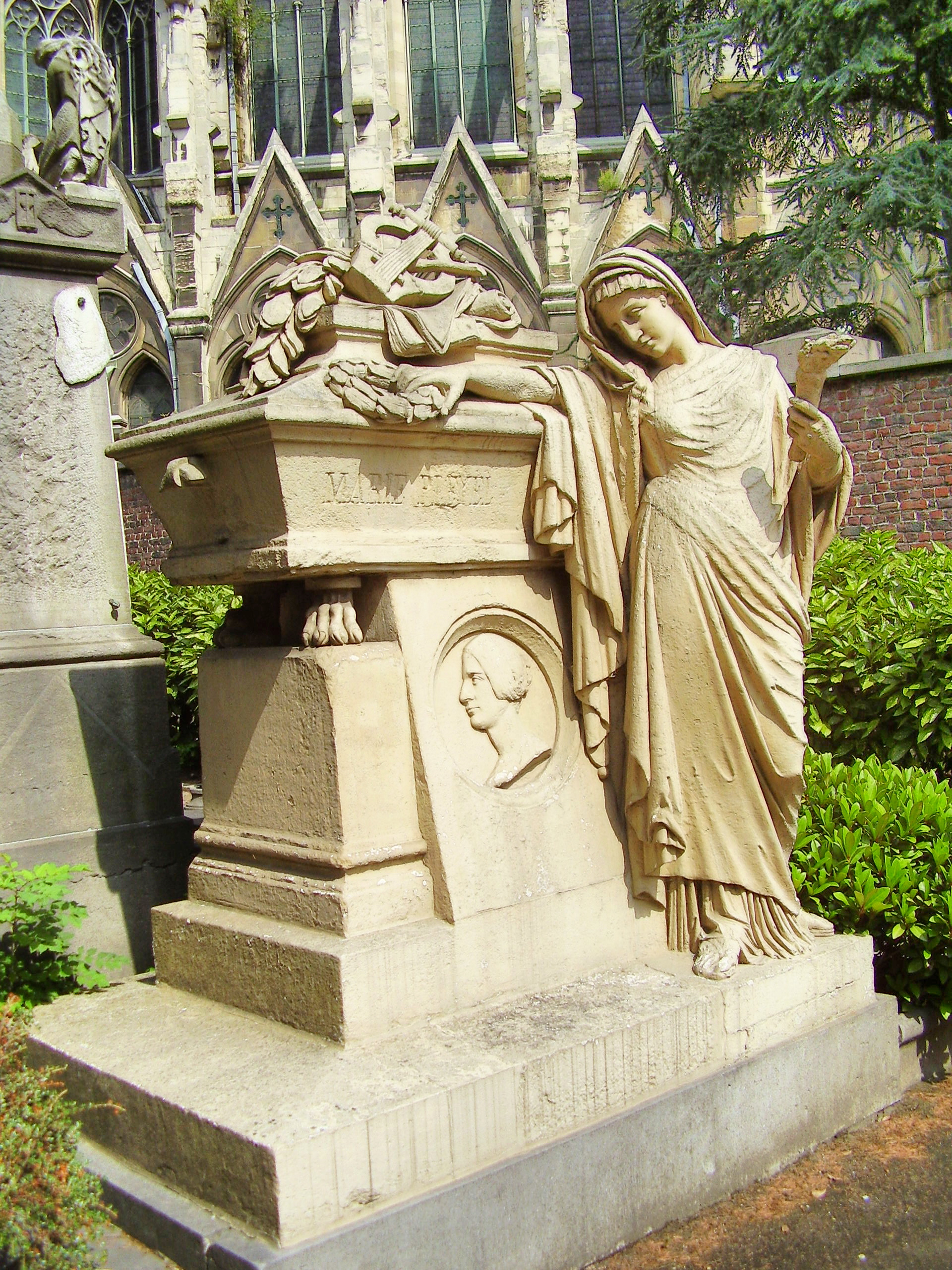
Marie Pleyel
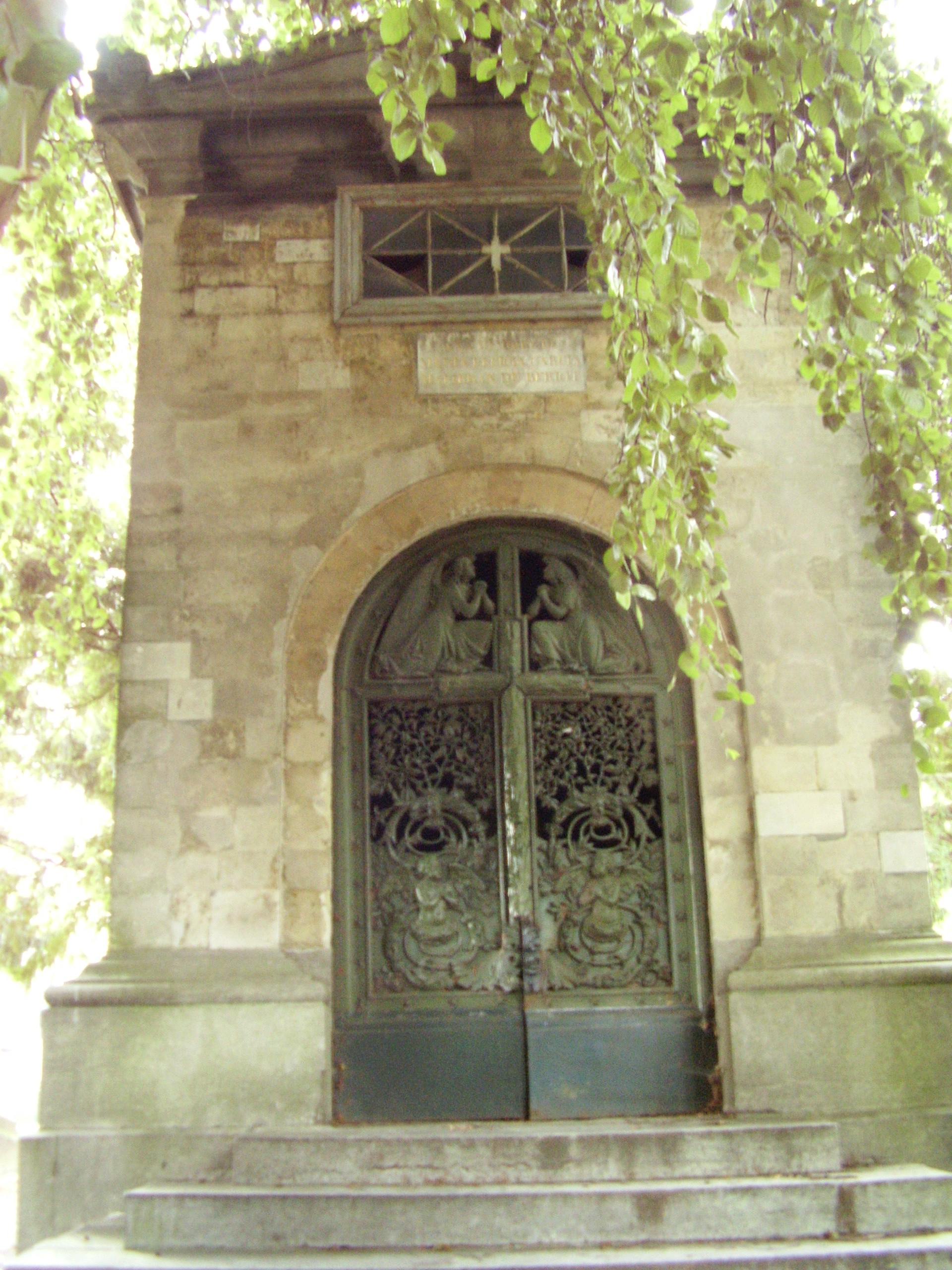
Maria Malibran
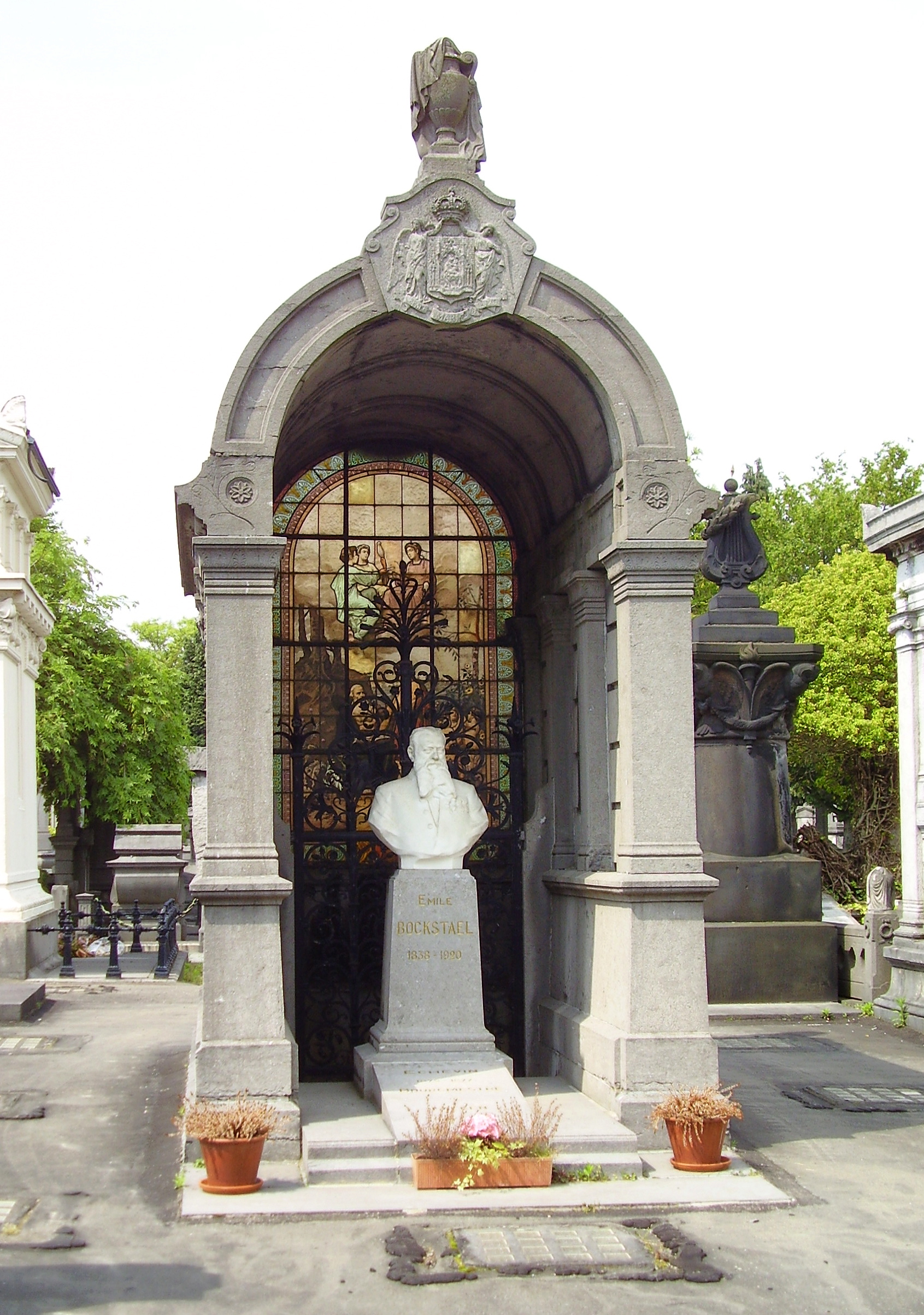
Émile Bockstael
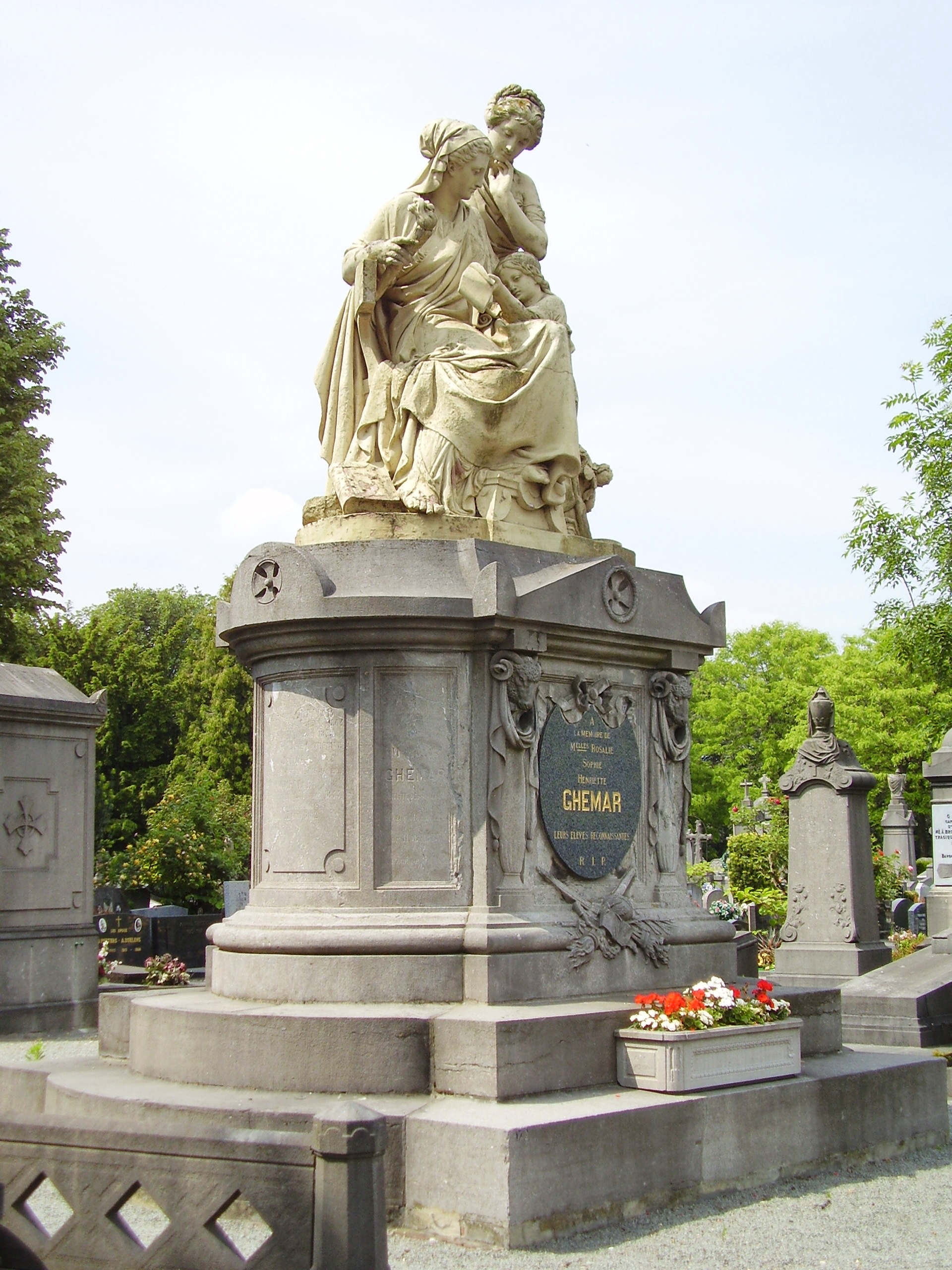
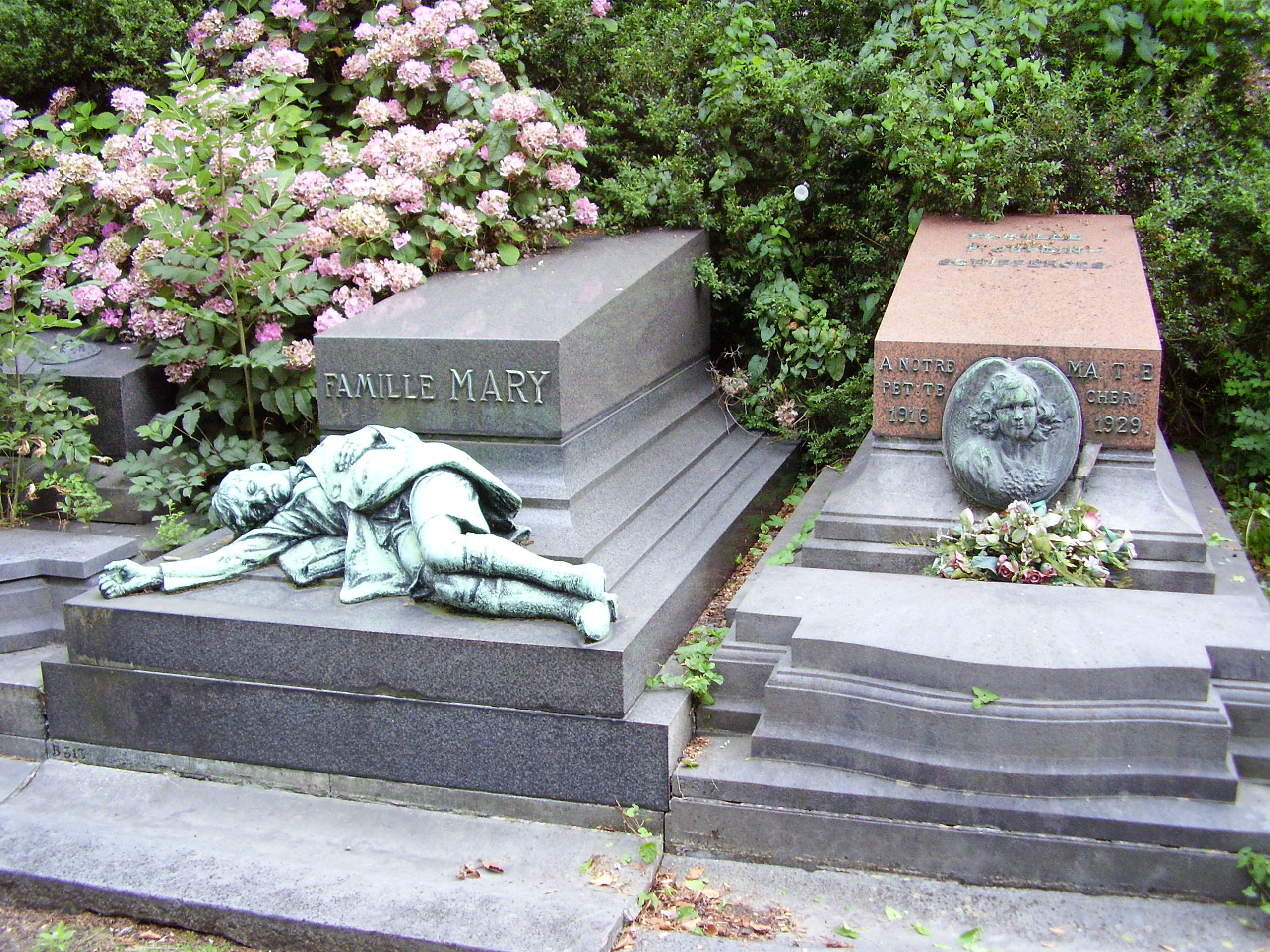
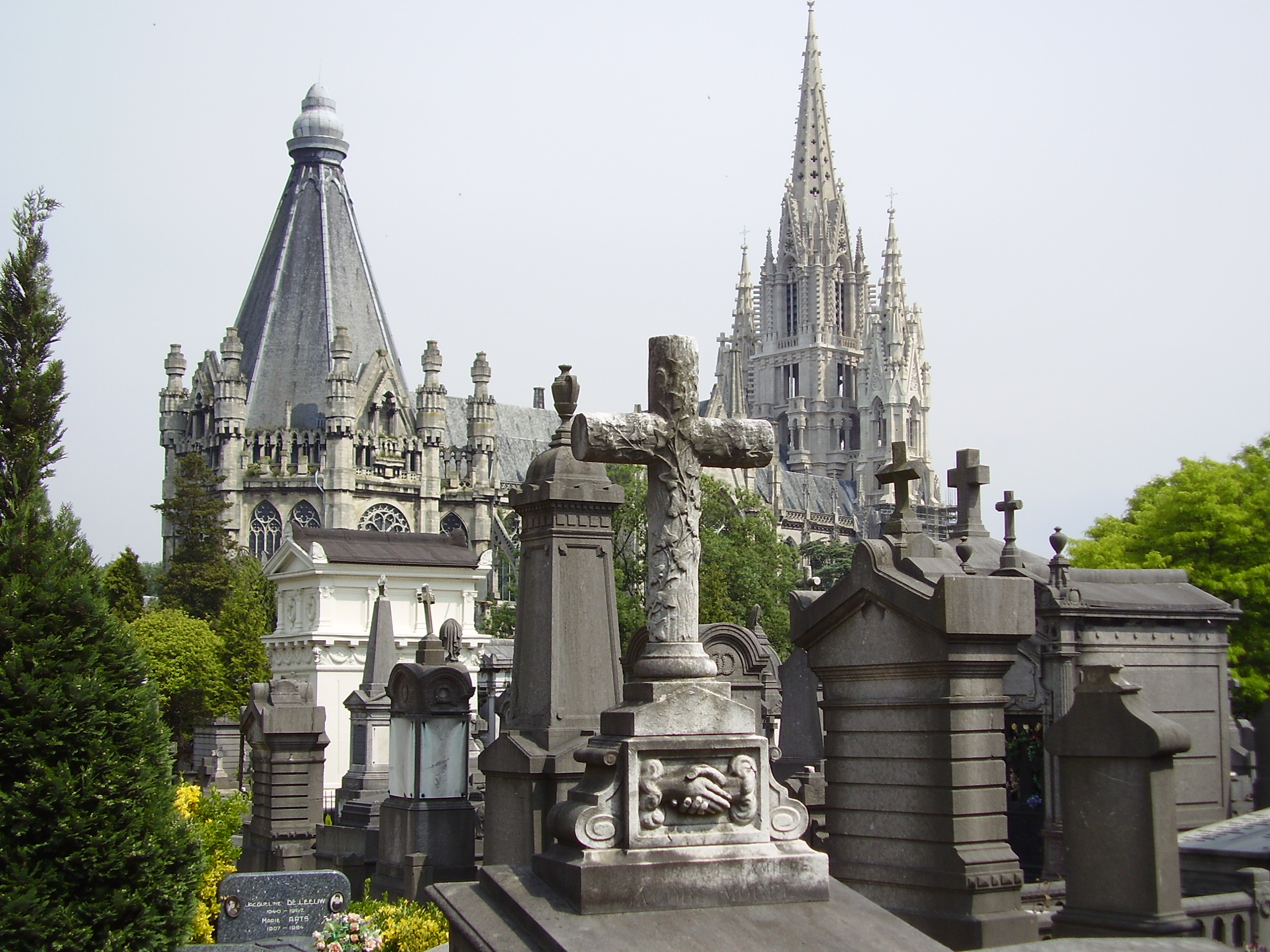

## Acesso
A estação de metro mais proxima é a de Bockstael (linha 6).